# دايفيد سانشيز
دايفيد سانشيز (بالإسبانية: David Sánchez Rodríguez)‏ (25 يوليو 1982 إشبيلية إسبانيا - ) هو لاعب كرة قدم إسباني يلعب كلاعب وسط.

## روابط خارجية
- دايفيد سانشيز على موقع قاعدة بيانات كرة القدم.إي يو (الإنجليزية)
- دايفيد سانشيز على موقع Soccerbase.com (لاعب) (الإنجليزية)
- دايفيد سانشيز على موقع Soccerway.com (الإنجليزية)
- دايفيد سانشيز على موقع AS.com (الإسبانية)